# Kōsuke Ōta
Kōsuke Ōta (jap. 太田 宏介, Ōta Kōsuke; * 23. Juli 1987 in Machida, Präfektur Aichi) ist ein japanischer Fußballspieler.

## Verein
Kōsuke Ōta war in seiner bisherigen Profikarriere für die heimischen Vereine Yokohama FC, Shimizu S-Pulse, FC Tokyo, Nagoya Grampus und FC Machida Zelvia aktiv. Von 2015 bis 2016 spielte er beim niederländischen Erstligisten Vitesse Arnheim und gewann dort mit dem nationalen Pokal seinen ersten Titel. Auch bestritt Kōsuke Ōta bisher zwei Spielzeiten für Perth Glory in der australischen A-League.
Am Ende der Saison 2023 feierte er mit Machida die Zweitligameisterschaft sowie den Aufstieg in die erste Liga.

## Nationalmannschaft
Am 7. Juli 2007 absolvierte der Abwehrspieler eine Begegnung für die japanische U-20-Auswahl bei der Weltmeisterschaft gegen Nigeria. Von 2010 bis 2015 bestritt Ōta außerdem noch sieben Partien für die japanische A-Nationalmannschaft.

## Erfolge
Vitesse Arnheim
- Niederländischer Pokalsieger: 2017

FC Machida Zelvia
- Japanischer Zweitligameister: 2023  ▲

## Auszeichnungen
- Fairplay-Preis der J1 League: 2011